# Rothwell (Yorkshire de l'Ouest)
Pour les articles homonymes, voir Rothwell.
Rothwell est une ville de la Cité de Leeds, dans le Yorkshire de l'Ouest, en Angleterre.

## Géographie
Rothwell est une ville du sud-est de le district métropolitain de Leeds, dans le Yorkshire de l'Ouest, en Angleterre, située entre Leeds et Wakefield. Elle fait partie du quartier éponyme de Rothwell, relevant du conseil municipal de Leeds et de la circonscription parlementaire de Wakefield et Rothwell, et fait partie de l'aire urbaine du Yorkshire de l'Ouest.

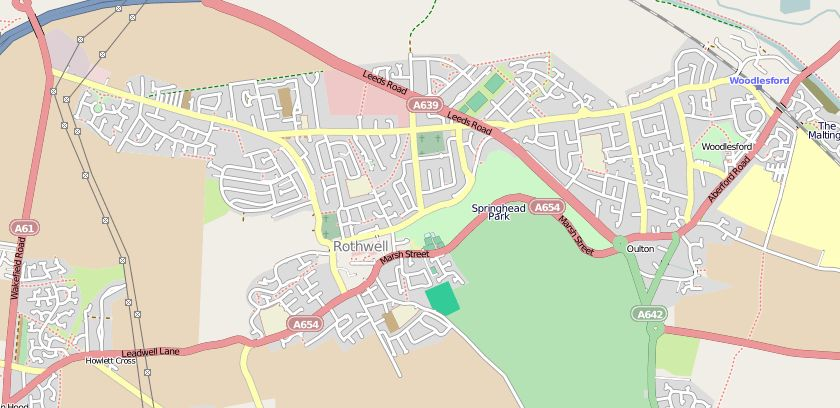
Carte de Rothwell.

## Démographie
Lors du recensement de 2011,  Rothwell comptait 20 354 habitants et à celui de 2021, il comptait 20 600 habitants.

## Communication
La ville est proche de la liaison A1 / M1 et du parc relais de Stourton. La gare la plus proche est celle de Woodlesford.

## Histoire
Rothwell est mentionné dans le Domesday Book, un relevé foncier du XIe siècle commandé par le roi Guillaume le Conquérant, sous le nom de « Rodewelle ».
L'un des propriétaires documentés de la loge royale était Jean de Gand, 1er duc de Lancastre, qui aurait tué le dernier sanglier d'Angleterre lors d'une chasse à proximité ; c'est pourquoi une tête de sanglier figurait sur les armoiries de l'ancien Conseil du district urbain de Roth-well .
La ville a obtenu le statut de bourg au XVe siècle. L'hôtel de ville de Rothwell a été achevé en 1895.
Un monument remarquable de la ville est une arche en mâchoires de baleine, qui marque la limite nord de la ville, à l'intersection avec Wood Lane et l'A61, depuis plus de 100 ans.
Rothwell fait partie du « Triangle de la Rhubarbe », la ville et ses environs étant célèbres pour avoir autrefois produit 90 % de la rhubarbe forcée d'hiver du monde, grâce aux serres de forçage qui étaient courantes dans les champs de la région.
Rothwell possède une longue histoire d'exploitation du charbon. C'était un site d'exploitation minière précoce, utilisant un système appelé « cloches à cloche ». L'exploitation du charbon est pratiquée dans la région depuis plus de 600 ans. On comptait de nombreuses mines locales, notamment celles de Fanny, de Rose et de Rothwell Water Haigh. Les réserves de la mine de Rothwell Haigh étant épuisées, la production cessa le 9 décembre 1983, la majorité des 650 hommes employés étant transférés au nouveau bassin houiller de Selby.

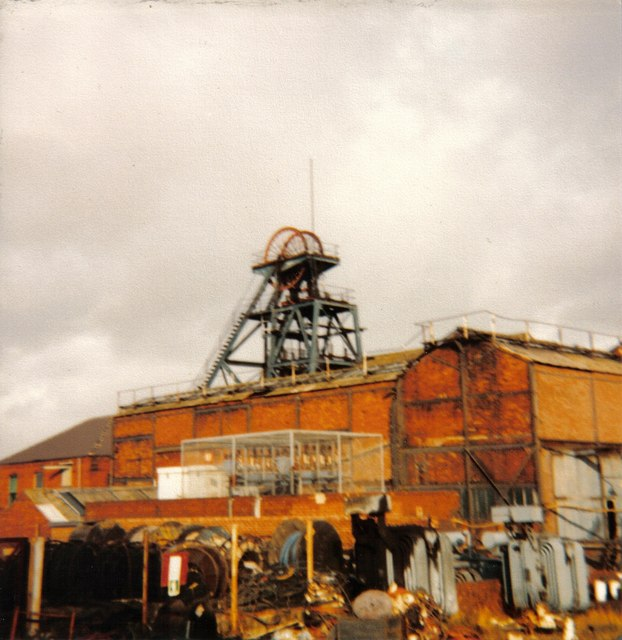
Mine de charbon de Rothwell en 1984

## Édifices
L'église paroissiale est dédiée à la Sainte-Trinité et se trouve sur un ancien site anglo-saxon. L'église actuelle, dotée d'un carillon de huit cloches, est d'origine médiévale, mais a été largement reconstruite au XIXe siècle : le clocher conserve des éléments médiévaux que l'on pense dater du XVe siècle. John Blenkinsop (1783-1831), pionnier de l'utilisation des locomotives à vapeur sur la Middleton Railway, située à proximité, est enterré dans l'église.

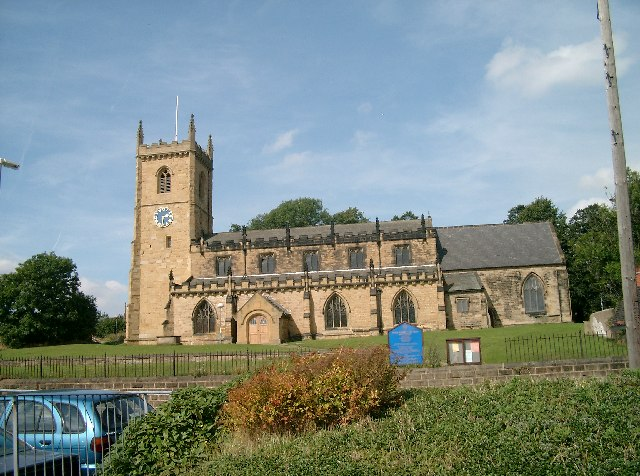
Holy Trinity Church, Rothwell, West Yorkshire.
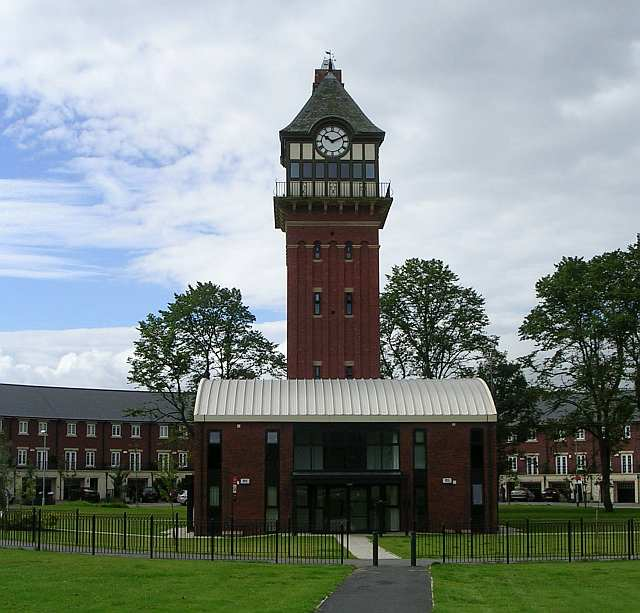
Tour de l'horloge.
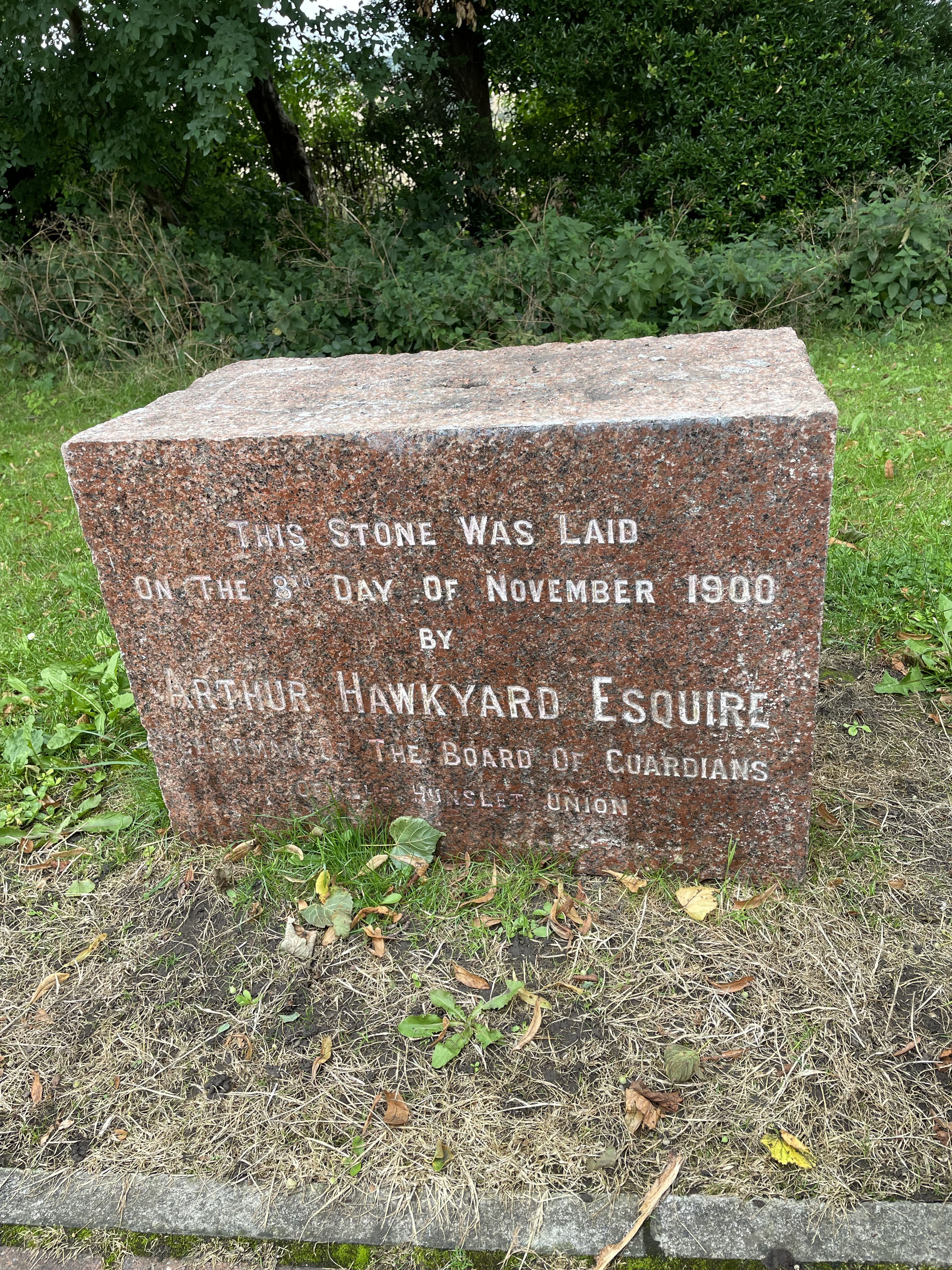
Pierre angulaire de l'hôpital St George.
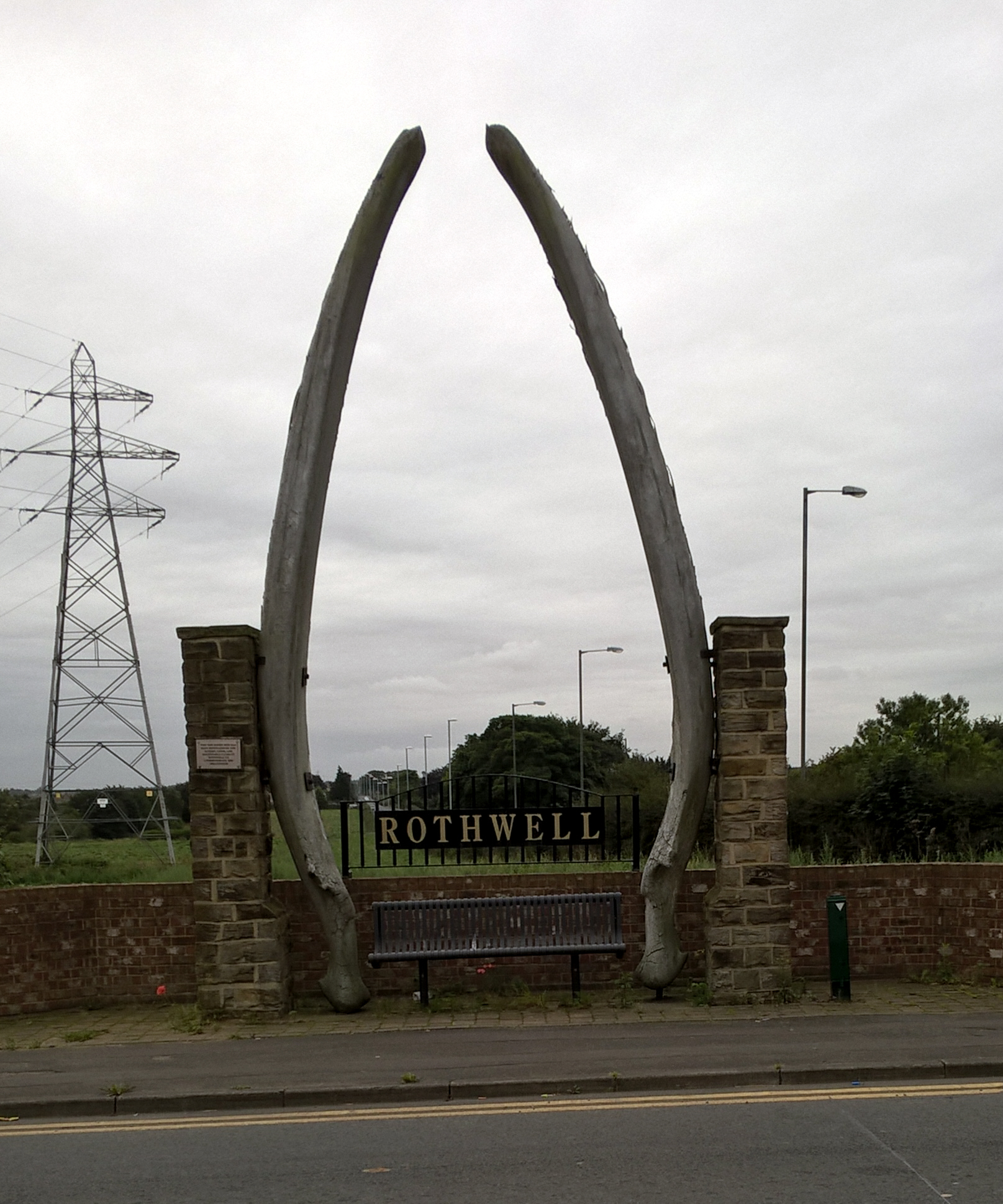
Borne de délimitation des mâchoires de baleine.